# Marie-Georges Pascal
Marie-Georges Pascal fue una actriz francesa nacida el 2 de octubre de 1946 en Cambrai, y fallecida el 9 de noviembre de 1985 en París. Ha trabajado en películas, televisión y teatro.

## Filmografía

### Actriz
- 1971: Les Petites Filles modèles de Jean-Claude Roy: Camille de Fleurville
- 1972: La Mort d'un champion (TV) de Abder Isker: Maria Chamart
- 1973: Yo soy frígida... ¿por qué? (Je suis frigide... pourquoi ?) de Max Pécas: Carla Chambon
- 1973: Hausfrauen Report international de Ernst Hofbauer: Janine
- 1973: Les Infidèles de Christian Lara:
- 1973: Bananas mecánicas (Bananes mécaniques) de Jean-François Davy: Marie-George
- 1973: Confidencias eróticas de una cama (Les Confidences érotiques d'un lit trop accueillant) de Michel Lemoine: Noëlle
- 1973: L'Histoire très bonne et très joyeuse de Colinot trousse-chemise, de Nina Companeez: un bañista
- 1974: Quand les filles se déchaînent de Guy Maria: Mylène
- 1974: Gross Paris de Gilles Grangier:
- 1974: Le Dessous du ciel (serie TV) de Roger Gillioz: Joëlle Gavarnier
- 1975: La Rage au poing de Eric Le Hung: Christine
- 1975: Pilotes de courses (serie TV) de Robert Guez: Brigitte
- 1976: Le Milliardaire (TV) de Robert Guez: Cécile
- 1977: D'Artagnan amoureux (serie TV) de Yannick Andréi: Julie de Colineau du Val
- 1977: Minichroniques (serie TV), episodio La Croisière de Jean-Marie Coldefy y René Goscinny : la chica de sueño
- 1978: Quand flambait le bocage (TV) de Claude-Jean Bonnardot: Mme de Montsorbier
- 1978: Las uvas de la muerte (Les Raisins de la mort) de Jean Rollin: Elisabeth
- 1978: Brigada Del Vicio (Brigade mondaine) de Jacques Scandelari: Peggy
- 1979: Par-devant notaire (serie TV), episodio La résidence du bonheur de Jean Laviron: Minouche
- 1979: Mme de Sévigné: Idylle familiale avec Bussy-Rabutin (TV) de Gérard Pignol y Jacques Vigoureux: Louise de Bussy
- 1980: La Vie des autres (serie TV), episodio Le Scandale de Jean-Pierre Desagnat: Audrey Caldwell
- 1980: Cauchemar de Noel Simsolo: Lydia
- 1981: La Double Vie de Théophraste Longuet (serie TV) de Yannick Andréi: Jane de Montfort
- 1983: Les Cinq Dernières Minutes (serie TV), episodio Rouge marine de Jean-Pierre Desagnat: Lydie Vignal
- 1983: Fuerza peligrosa (Flics de choc) de Jean-Pierre Desagnat: ayudante del « maîtresse »

### Tomas de Archivo
- 1975: Rêves pornos de Max Pécas (Tomas de Archivo, editado desde Soy frígida... ¿por qué?): Carla Chambon
- 1999: Eurotika !, (serie TV, documentário), de Andy Stark y Pete Tombs: episodios: Vampires and Virgins: The Films of Jean Rollin (editado desde Les Raisins de la mort), Is there a Doctor in the House: Medicine gone bad (editado desde  Je suis frigide... pourquoi?), I am a Nymphomaniac: Erotic Films of Max Pécas (editado desde  Je suis frigide... pourquoi?)
- 2007: La Nuit des horloges de Jean Rollin (Tomas de Archivo, editado desde Les Raisins de la mort): Elisabeth
- 2007: Secret Cinema (Das geheime Kino), cortometraje de Michael Wolf (Tomas de Archivo, editado desde Les Raisins de la mort)
- 2008: Spark of Life, cortometraje de Mike Bazanele (Tomas de Archivo, editado desde Les Raisins de la mort)

## Teatro
- 1970: La neige était sale (La nieve estaba sucia) de Georges Simenon y Frédéric Dard, dirigida por Robert Hossein, Théâtre des Célestins de Lyon: Minna
- 1972: La Maison de Zaza musical adaptada de Gaby Bruyère, dirigida por Darry Cowl, Théâtre des Variétés de París: Fleur-de-Pêcher
- 1974: No te pases de la raya, cariño de Marc Camoletti, dirigida por Marc Camoletti, Théâtre Michel de París: Bubble
- 1975: El Cid de Pierre Corneille, dirigida por Michel Le Royer, Théâtre Montansier de Versailles: Jimena
- 1975: Antígona de Jean Anouilh, dirigida por Nicole Anouilh, Théâtre des Mathurins de París: Ismene
- 1976: Boeing boeing de Marc Camoletti, dirigida por Christian-Gérard, Comédie Caumartin: Judith
- 1977: Transit (Just Wild about Harry) de Henry Miller, dirigida por François Joxe, Théâtre National de Chaillot de París: Jeanie
- 1978: Boeing boeing de Marc Camoletti, dirigida por Christian-Gérard, Comédie Caumartin: Judith
- 1979: Las mujeres sabias de Molière, dirigida por Jean Térensier, Théâtre de la Renaissance
- 1979: Boeing boeing de Marc Camoletti, dirigida por Christian-Gérard, Comédie Caumartin: Judith
- 1980: No te pases de la raya, cariño de Marc Camoletti, dirigida por Marc Camoletti, Théâtre Michel de París: Bubble
- 1980: Soir de grève de Odile Ehret, dirigida por Virgil Tanase, Théâtre du Marais, Théâtre du Croq'Diamants de París: la mujer
- 1981: Un sombrero de paja de Italia de Eugène Labiche e Marc-Michel, dirigida por Guy Kayat, Théâtre 71 de Malakoff: Hélène
- 1982: A puerta cerrada de Jean-Paul Sartre, dirigida por Georges Wilson, Théâtre des Mathurins de París: Estelle Rigault
- 1983: Le Nombril de Jean Anouilh, dirigida por Jean Anouilh y Roland Piétri, Théâtre de l'Œuvre de París: Joséphine
- 1985: Los negocios son los negocios de Octave Mirbeau, dirigida por Pierre Dux, Théâtre Renaud-Barrault de París: Germaine Lechat